# Zac Baird
Zachary Baird (Orange County, Kalifornija, 16. veljače 1971.) klavijaturist je nu metal sastava Korn.

## Diskografija
- 1992. - "Bush Roaming Mammals" - BillyGoat
- 1994. - "Live at the Swingers Ball" - BillyGoat
- 1995. - "Black & White" - BillyGoat
- 2006. - "Chopped, Screwed, Live and Unglued"  - Korn
- 2007. - "MTV Unplugged: Korn" - Korn
- 2007. - "Korn's eighth studio album" - Korn
- 2007. - "Alone I Play" - Jonathan Davis
- 2010. - "Deveti studijski album Korna" - Korn